# Hrîhoro-Ivanivka, Nijîn
Hrîhoro-Ivanivka (în ucraineană Григоро-Іванівка) este localitatea de reședință a comunei Hrîhoro-Ivanivka din raionul Nijîn, regiunea Cernihiv, Ucraina.

## Demografie
Componența lingvistică a localității Hrîhoro-Ivanivka
     Ucraineană (98,48%)
     Rusă (1,44%)
Conform recensământului din 2001, majoritatea populației localității Hrîhoro-Ivanivka era vorbitoare de ucraineană (98,48%), existând în minoritate și vorbitori de rusă (1,44%).